# Río Azufrado
Le río Azufrado est une rivière de Colombie et un affluent du río Lagunilla dans le bassin du Río Magdalena.

## Géographie
Le río Azufrado prend sa source sur les flancs du Nevado del Ruiz, dans la cordillère Centrale, dans le département de Tolima. Il coule ensuite vers le nord-est puis le sud avant de rejoindre le río Lagunilla à proximité de la ville de Líbano.